# 152337 Sakeenaburson
152337 Sakeenaburson este o planetă minoră (asteroid), cu un diametru de 3,431 km, din centura de asteroizi. A fost descoperită pe 23 octombrie 2005 la Catalina Station⁠(d) de Catalina Sky Survey. 
Obiectul prezintă o orbită caracterizată de o semiaxă mare de 3,1370345566278 UAi, o excentricitate de 0,18436682675765, o înclinație de 1,0767673546204 ° în raport cu ecliptica.